# Triepeolus ventralis
Triepeolus ventralis är en biart som först beskrevs av Meade-waldo 1913.  Triepeolus ventralis ingår i släktet Triepeolus och familjen långtungebin. Inga underarter finns listade i Catalogue of Life.